# Zwartvleugelcanastero
De zwartvleugelcanastero (Asthenes arequipae) is een zangvogel uit de familie Furnariidae (ovenvogels).

## Verspreiding en leefgebied
Deze soort komt voor in zuidwestelijk Peru, westelijk Bolivia en noordelijk Chili.